# مارتا منگاتی
مارتا منگاتی (ایتالیایی: Marta Menegatti؛ زادهٔ ۱۶ اوت ۱۹۹۰) بازیکن زن والیبال ساحلی اهل ایتالیا است. وی از سال ۲۰۰۶ میلادی تاکنون مشغول فعالیت بوده‌است.
وی در مسابقات کشوری و بین‌المللی در مجموع برندهٔ ۵ مدال طلا، ۱۰ مدال نقره، ۷ مدال برنز شده‌است.